# Pratt & Whitney

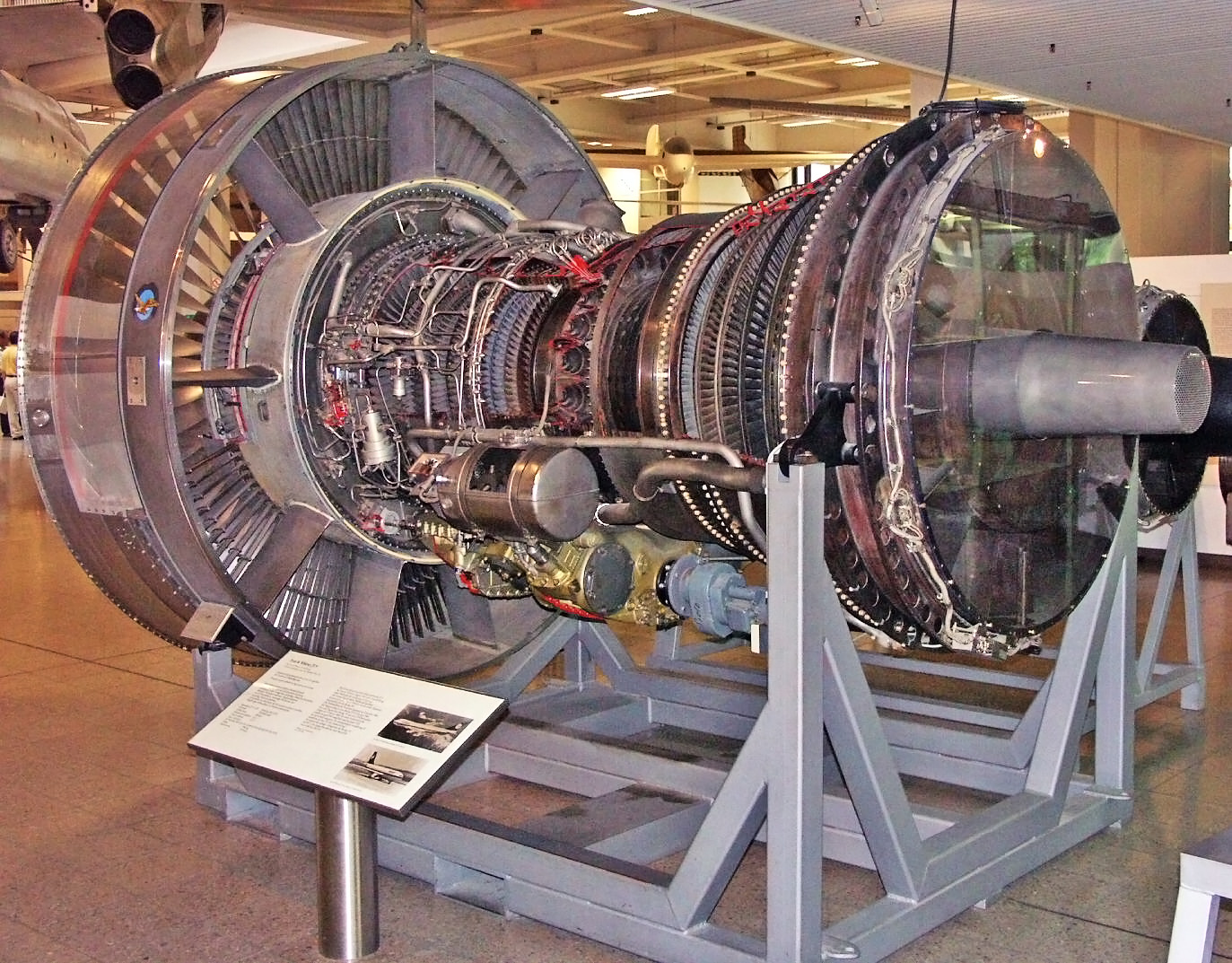
Dvouproudový motor Pratt & Whitney JT9D

Pratt & Whitney je americká firma, která se zabývá vývojem a výrobou leteckých motorů jak pro civilní, tak i vojenské letouny. Založena byla v roce 1925. Jako jedna z "velké trojky" výrobců leteckých motorů soupeří s firmami GE Aviation a Rolls-Royce, třebaže se i s těmito firmami pustila do společných projektů. Kromě leteckých motorů se zde vyrábějí plynové turbíny pro průmysl a výrobu elektřiny, turbíny pro lodě a také raketové motory. Společnost zaměstnává přes 38 500 zaměstnanců a podporuje okolo 9 000 zákazníků ve 180 zemích po celém světě.